# کینگزلی (کنتاکی)
کینگزلی (به انگلیسی: Kingsley) شهری در ایالت کنتاکی کشور ایالات متحده آمریکا است که جمعیت آن در سرشماری سال ۲۰۱۰ میلادی، ۳۸۱ نفر بوده‌است.